# Wysokość przelotowa

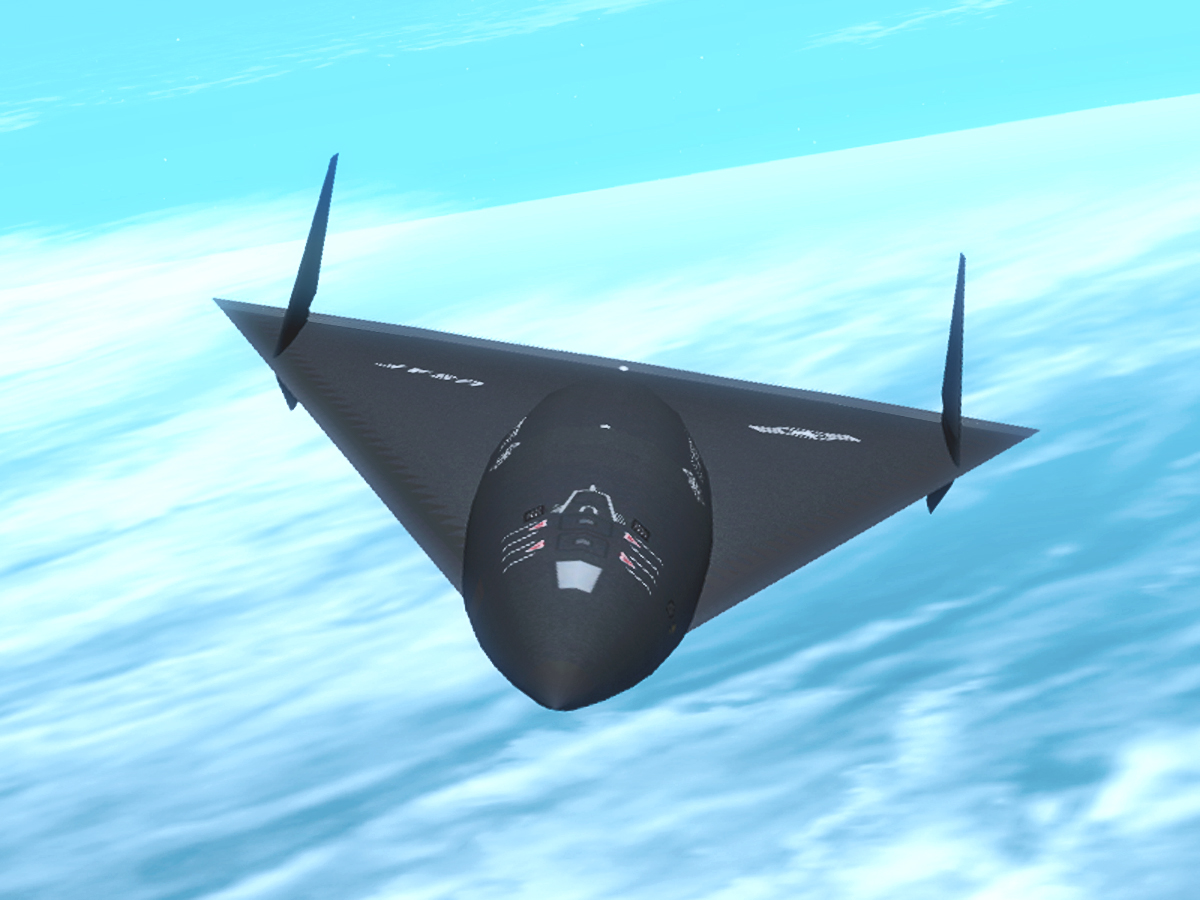
Aurora na wysokości przelotowej - wizja samolotu

Wysokość przelotowa – optymalna wysokość, na której statek powietrzny lub ptak uzyskuje po wznoszeniu właściwą dla niego prędkość przelotową. Dla statku powietrznego wysokość ta ściśle związana jest z poziomem lotu.

## Wybrane wysokości przelotowe
- Concorde do 18 300 m

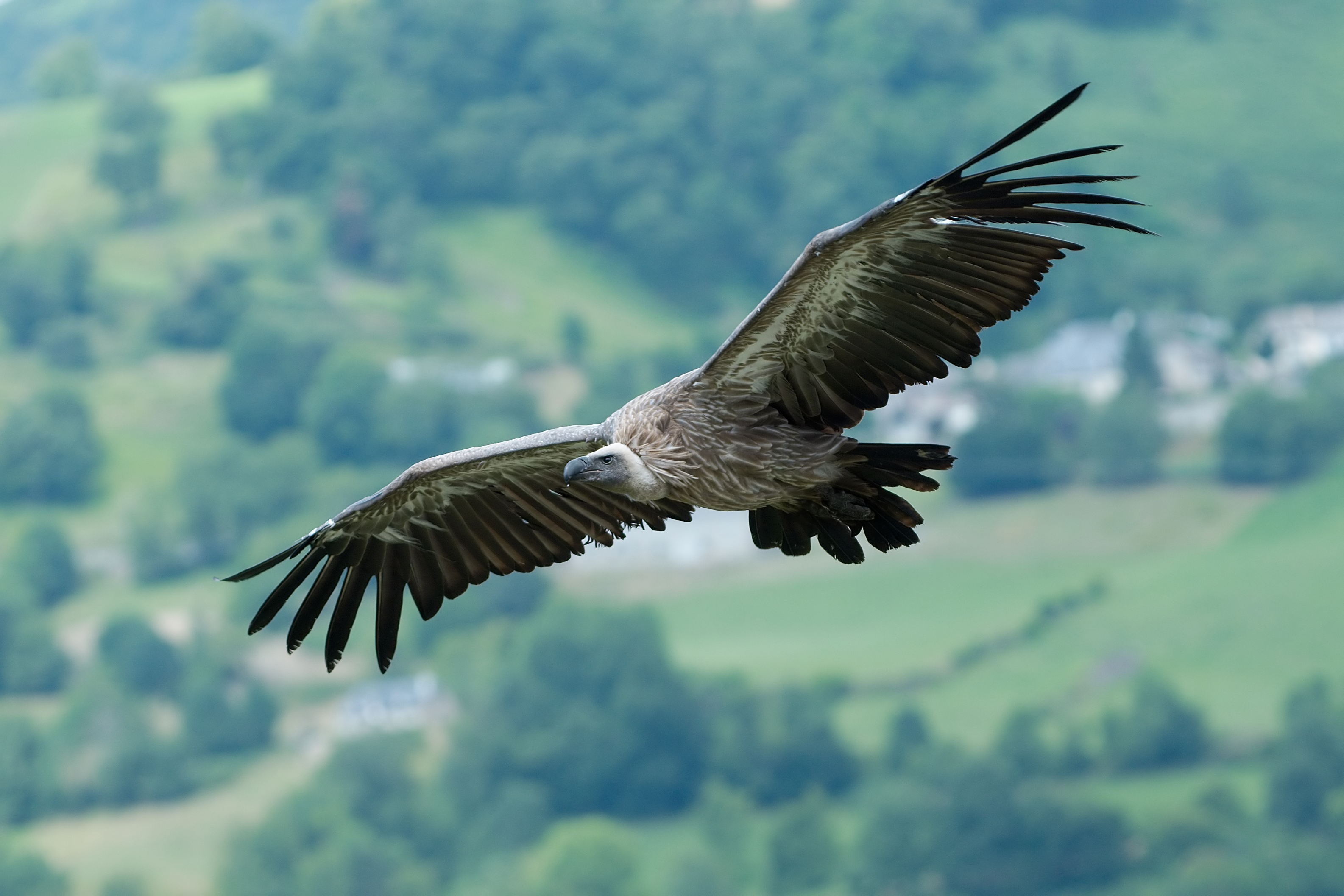
Sęp płowy na wysokości przelotowej

- Virgin Atlantic GlobalFlyer do 15 km
- Boeing 777 do 13 140 m
- An-148 do 12200 m
- Boeing 737 od 10 670 m do 11 280 m (37 000 stóp)
- Sęp płowy ponad 11 km[1]
- Sęp plamisty do 11 278 m[2], 11 300 m
- Żuraw zwyczajny do 10 000 m
- Gęś tybetańska do 8 848 m[2]
- Łabędź krzykliwy do 8 200 m[3]
- Wieszczek do 8 000 m
- Orłosęp brodaty do 7 300 m
- Szlamnik zwyczajny do 7 000 m
- Żuraw do 6 096–7 620 m
- Krzyżówka do 6 401 m[2]
- Bocian biały do 4 800 m
- Kondor wielki do 4 500 m
- Jerzyk zwyczajny do 2,5 km
- Gołąb pocztowy do 900 m[4]